# Papyrus 15
- Papyrus
- Onciale
- Minuscules
- Lectionnaire

Le Papyrus 15 ({\displaystyle {\mathfrak {P}}}15) est une copie du Nouveau Testament en grec, réalisée sur un codex de papyrus au IIIe siècle.
Il comporte une partie du texte de la Première épître aux Corinthiens (7,18-8,4).
Le texte est de type alexandrin. Kurt Aland le classe en Catégorie I.
Le manuscrit fut découvert par Grenfell et Hunt. Il a été examiné par Schofield. Il est actuellement conservé au Musée égyptien du Caire (JE 47423),.